# Cechenena lineosa
Espèce
Cechenena lineosa est une espèce d'insectes lépidoptères de la famille des Sphingidae, sous-famille des Macroglossinae, tribu des Macroglossini, sous-tribu des Choerocampina et du genre Cechenena. 

## Description
L'envergure est de 74 à 120 mm. La coloration et les marques de cette espèce sont variables : la couleur de fond de côté (différents tons de vert) et l'intensité de la coloration de l'aile antérieure sur la face dorsale. Il y a sept lignes postéro-médianes obliques sur la face dorsale de l'aile antérieure. Il existe une variation considérable de la brillance des espaces entre les bandes. Tant l'aile antérieure que l'aile postérieure ont une couleur de fond beige. 

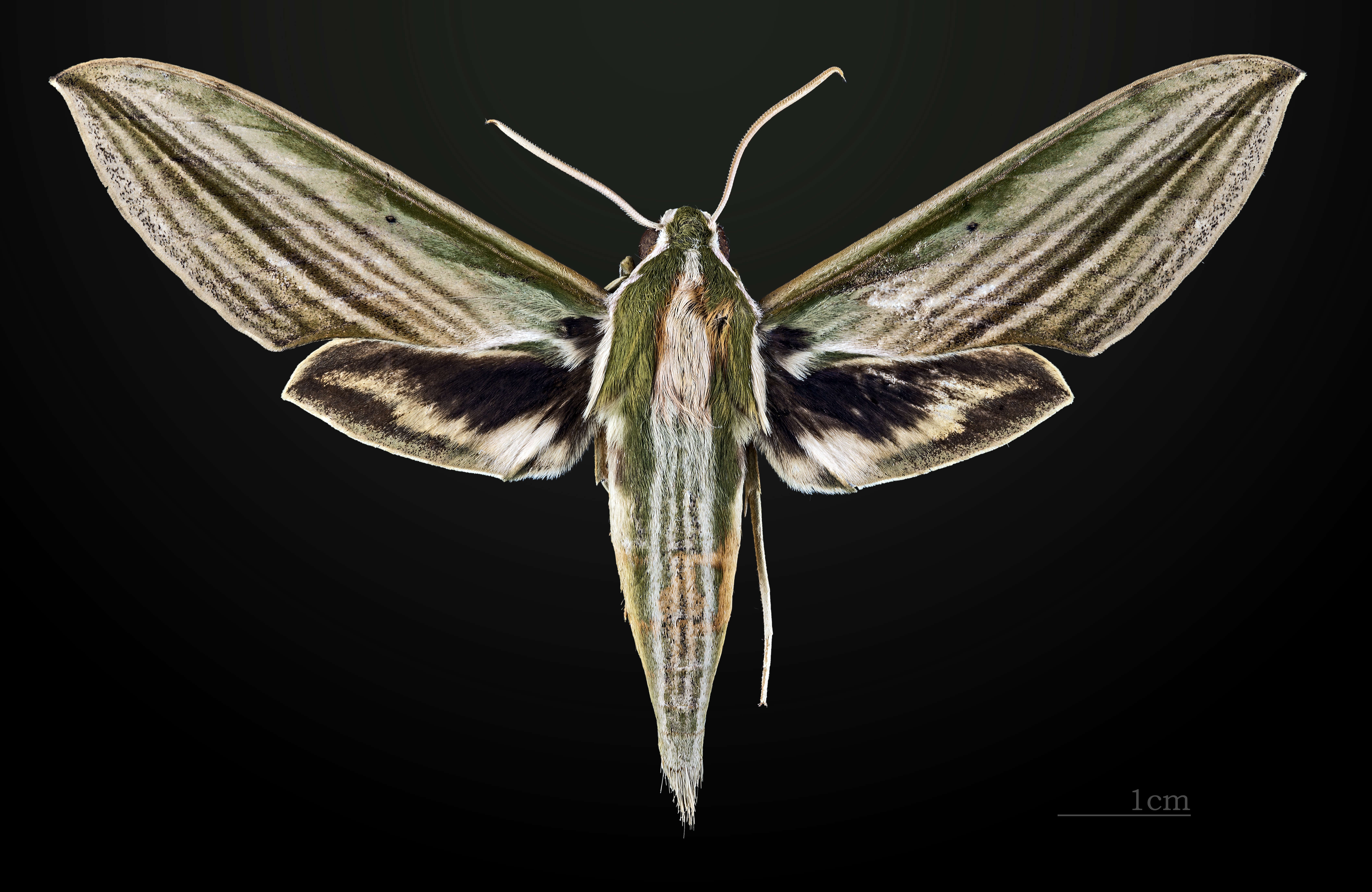
Cechenena lineosa ♂ MHNT
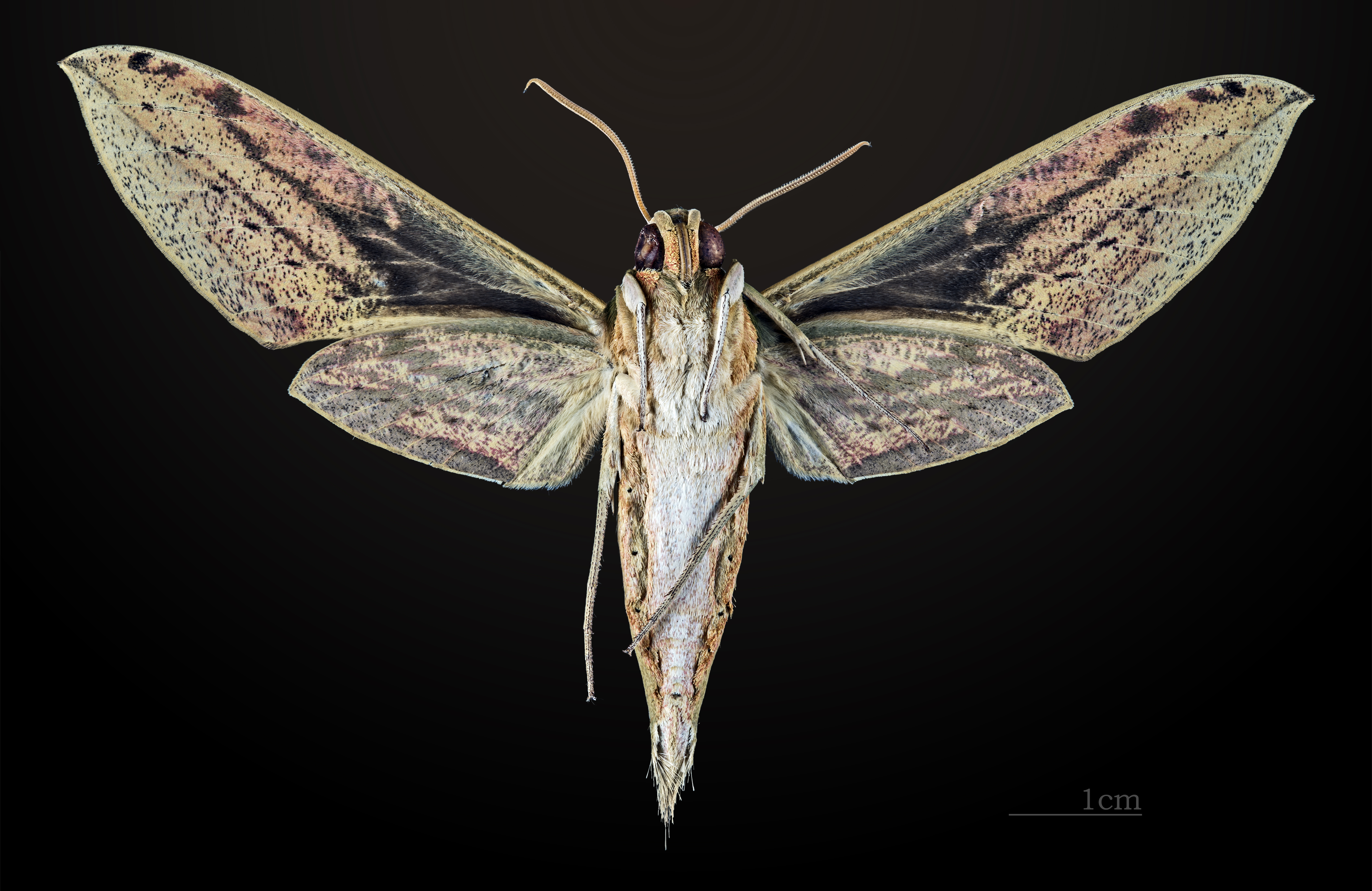
Cechenena lineosa ♂ △ MHNT
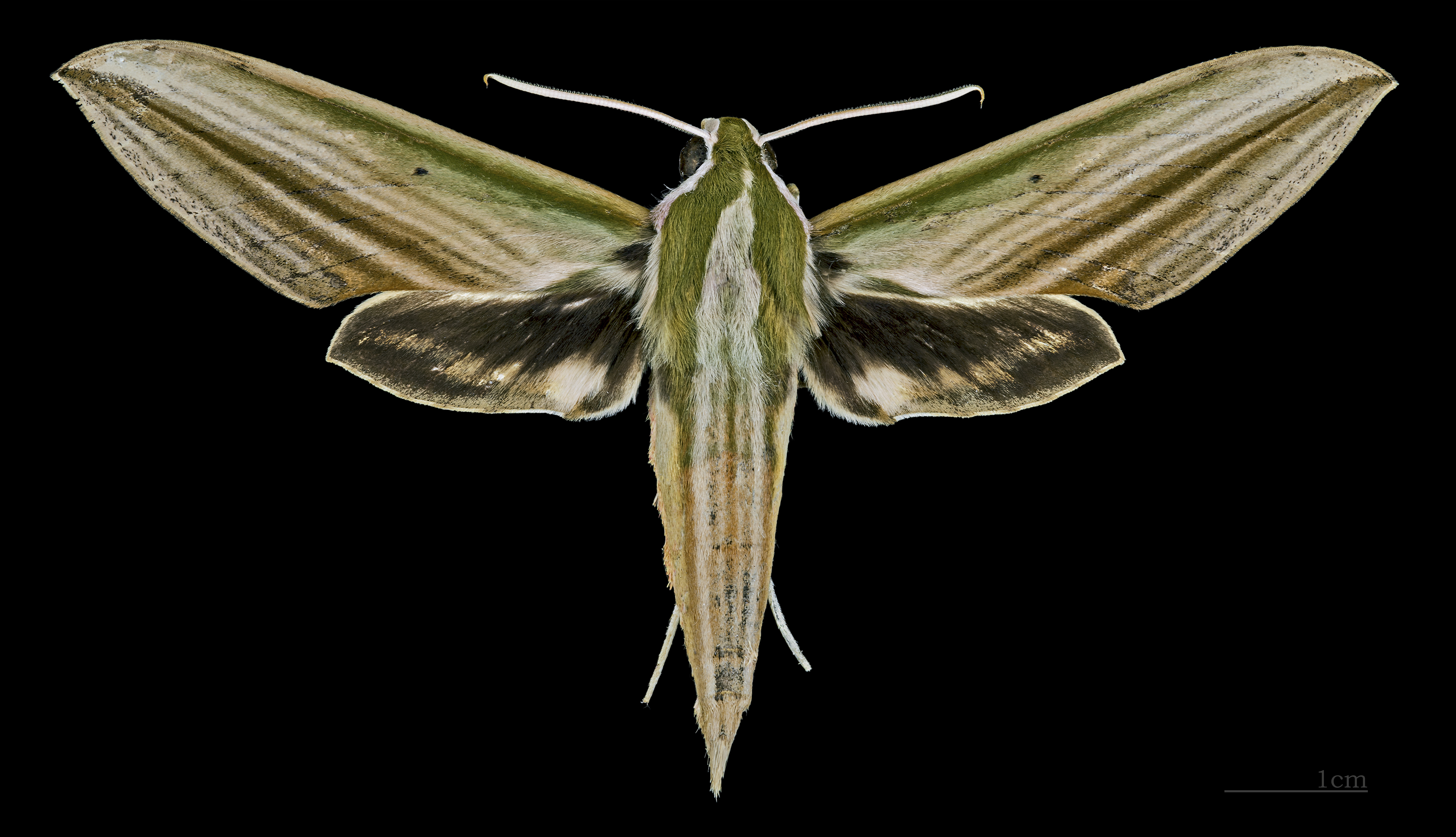
Cechenena lineosa ♀ MHNT
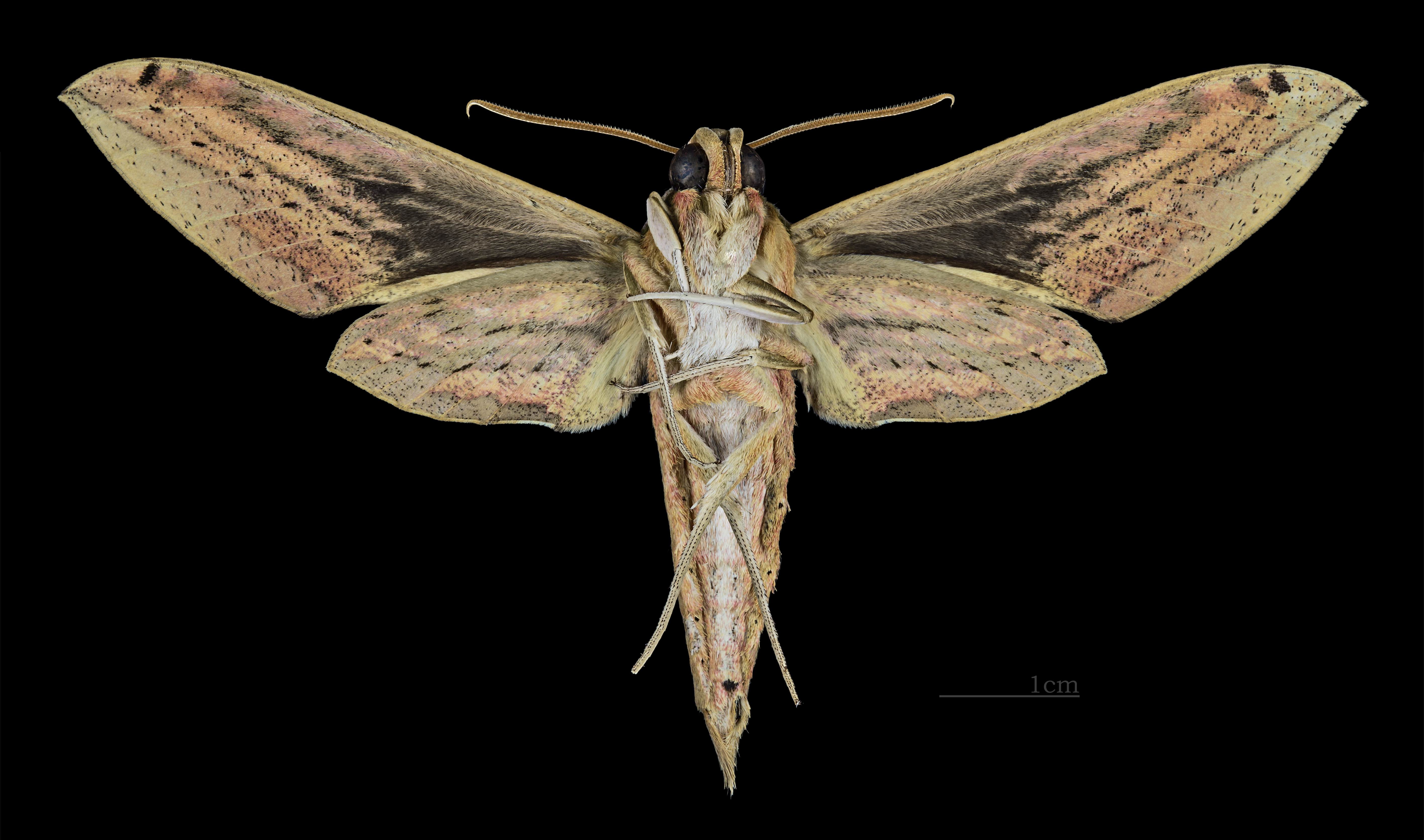
Cechenena lineosa ♀ △ MHNT

## Répartition et habitat
Répartition
Il est connu du nord de l'Inde, au Népal, au Bangladesh, en Birmanie, en Thaïlande, dans le sud de la Chine, Taiwan, Laos, Vietnam, Malaisie (péninsule, Sarawak, Sabah) et en Indonésie (Sumatra, Java, Kalimantan).

## Biologie
Les adultes ont un vol rapide et visitent les fleurs après le crépuscule.
Les larves se nourrissent sur  Saurauia tristyla, Impatiens, et sur les genres Vitis et Polygonum en Inde.

## Systématique
- L'espèce Cechenena lineosa a été décrite par l'entomologiste britannique Francis Walker en 1856[2], sous le nom initial de Chaerocampa lineosa.

### Synonymie
- Chaerocampa lineosa Walker, 1856 Protonyme.
- Chaerocampa major Butler, 1875
- Theretra lineosa Rothschild, 1894[3].
- Cechenena lineosa viridula Bryk, 1944